# Plastosciara brevicalcarata
Plastosciara brevicalcarata là một ruồi trong họ Sciaridae, thuộc chi Plastosciara.